# Grégory Allione
Grégory Allione (ur. 25 lipca 1971 w Tulonie) – francuski funkcjonariusz straży pożarnej, w latach 2018–2023 prezes federacji strażaków FNSPF, poseł do Parlamentu Europejskiego X kadencji.

## Życiorys
Od końca lat 80. działał w ochotniczej straży pożarnej. W 1996 uzyskał magisterium z zarządzania na Université de Toulon. W 1998 ukończył uczelnię kształcącą strażaków ENSOSP. W 1997 został zawodowym strażakiem, dosłużył się stopnia pułkownika.
Był m.in. doradcą ministra spraw wewnętrznych, a od 2014 dowódcą straży pożarnej w departamencie Delta Rodanu. Działacz federacji strażaków FNSPF, był jej wiceprezesem. W 2018 i 2021 wybierany na stanowisko prezesa tej organizacji, skupiającej około 250 tys. członków; pełnił tę funkcję do 2023. W tym samym roku został dyrektorem branżowej uczelni ENSOSP.
W 2024 z ramienia centrowej koalicji skupionej wokół Renaissance uzyskał mandat deputowanego do PE X kadencji.

## Odznaczenia
- Kawaler Legii Honorowej (2017)[8]